# Torneo Nacional de Ascenso 1999-2000
La temporada 1999-2000 del Torneo Nacional de Ascenso fue la octava edición del torneo argentino de segundo nivel para equipos de baloncesto creado en 1992.
El campeón fue Belgrano de Tucumán, que derrotó en la final a Gimnasia y Esgrima La Plata y obtuvo el ascenso directo. En esta temporada y tras siete ediciones consecutivas no hubo repechaje por el segundo ascenso, así como hubo un único descenso de la divisional a la tercera categoría.

## Equipos participantes
| Club                   | Procedencia                         | Estadio                     |
| San Andrés             | Malaver, Buenos Aires               |                             |
| La Unión               | Colón, Entre Ríos                   | Estadio Carlos Delasoie     |
| Echagüe                | Paraná, Entre Ríos                  | Estadio Luis Butta          |
| Gimnasia y Esgrima     | La Plata, Buenos Aires              | Polideportivo Víctor Nethol |
| Ben Hur                | Rafaela, Santa Fe                   |                             |
| Estudiantes            | Santa Rosa, La Pampa                |                             |
| Central Entrerriano    | Gualeguaychú, Entre Ríos            | Estadio José María Bértora  |
| Newell's Old Boys      | Rosario, Santa Fe                   | Estadio Claudio Newell      |
| Unión Gimnástica Sokol | Presidencia Roque Sáenz Peña, Chaco |                             |
| Lanús                  | Lanús, Buenos Aires                 | Microestadio Antonio Rotili |
| Independiente          | Zárate, Buenos Aires                |                             |
| San Isidro             | San Francisco, Córdoba              |                             |
| Ciclista Juninense     | Junín, Buenos Aires                 | El Coliseo del Boulevard    |
| Belgrano               | San Miguel de Tucumán, Tucumán      |                             |
| Argentino              | Junín, Buenos Aires                 |                             |
| Deportivo Roca         | General Roca, Río Negro             |                             |

## Posiciones finales
| Equipo | Equipo                      |
| ------ | --------------------------- |
| 1.°    | Belgrano (Tucumán)          |
| 2.°    | Gimnasia y Esgrima La Plata |
| 3.°    | Argentino (Junín)           |
| 4.°    | La Unión (Colón)            |
| 5.°    | Ben Hur                     |
| 6.°    | Lanús                       |
| 7.°    | Ciclista Juninense          |
| 8.°    | Deportivo Roca              |
| 9.°    | Newell's Old Boys           |
| 10.°   | Echagüe                     |
| 11.°   | Independiente (Zárate)      |
| 12.°   | Central Entrerriano         |
| 13.°   | San Isidro (San Francisco)  |
| 14.°   | Estudiantes (Santa Rosa)    |
| 15.°   | San Andrés (Malaver)        |
| 16.°   | Unión Gimnástica Sokol      |

|  | Ascenso a la Liga Nacional. |
|  | Descenso a la Liga "B".     |

## Final por el ascenso
| 13 de mayo  | Belgrano (T) | 104–87  | Gimnasia y Esgrima (LP) | San Miguel de Tucumán |  |  |
|             |              |         |                         |                       |  |  |
|             |              | Reporte |                         |                       |  |  |
| serie 1 - 0 |              |         |                         |                       |  |  |
|             |              |         |                         |                       |  |  |

| 15 de mayo  | Belgrano (T) | 73–70   | Gimnasia y Esgrima (LP) | San Miguel de Tucumán |  |  |
|             |              |         |                         |                       |  |  |
|             |              | Reporte |                         |                       |  |  |
| serie 2 - 0 |              |         |                         |                       |  |  |
|             |              |         |                         |                       |  |  |

| 18 de mayo  | Gimnasia y Esgrima (LP) | 107–80  | Belgrano (T) | La Plata                              |  |  |
|             |                         |         |              |                                       |  |  |
|             |                         | Reporte |              | Pabellón: Polideportivo Víctor Nethol |  |  |
| serie 1 - 2 |                         |         |              |                                       |  |  |
|             |                         |         |              |                                       |  |  |

| 20 de mayo  | Gimnasia y Esgrima (LP) | 79–75   | Belgrano (T) | La Plata                              |  |  |
|             |                         |         |              |                                       |  |  |
|             |                         | Reporte |              | Pabellón: Polideportivo Víctor Nethol |  |  |
| serie 2 - 2 |                         |         |              |                                       |  |  |
|             |                         |         |              |                                       |  |  |

| 27 de mayo  | Belgrano (T) | 83–80   | Gimnasia y Esgrima (LP) | San Miguel de Tucumán |  |  |
|             |              |         |                         |                       |  |  |
|             |              | Reporte |                         |                       |  |  |
| serie 3 - 2 |              |         |                         |                       |  |  |
|             |              |         |                         |                       |  |  |